# Adriaan Vandewalle
Adriaan Vandewalle (Diksmuide, 6 juli 1907 - Brugge, 18 september 1997) was een Belgisch kunstschilder die deel uitmaakte van de zogenaamde Brugse School.

## Levensloop
Na middelbaar onderwijs aan het Koninklijk Atheneum in Brugge studeerde Vandewalle kunstgeschiedenis aan de Rijksuniversiteit Gent en behaalde het licentiaat met een thesis gewijd aan Jan Toorop.
In zijn aanvangsperiode schilderde hij hoofdzakelijk expressionistische doeken in donkere kleuren. Vanaf 1939 stapte hij over op meer heldere kleuren en schilderde poëtische landschappen, marines, stadsgezichten, portretten, stillevens.
Hij onderhield vriendschappen met zijn jeugdvriend Walter Van Beselaere en met de in Brugge gevestigde schilders Henri-Victor Wolvens en Jacob Le Mair. Samen met hen bracht men hem vaak onder in de categorie van de animisten.
Annette Dewaele maakte in haar licentiaatsthesis (1987) een inventaris op van de gekende schilderwerken van Vandewalle. Zij vond 620 schilderijen met olieverf en 38 tekeningen.

## Publicaties
- Adriaan VANDEWALLE, Brugse schilders uit het nabije verleden, in: Tijdschrift West-Vlaanderen, 1952.
- Adriaan VANDEWALLE, Ontspoorde Kunst, Acco, 1974, essay over de situatie van de kunst in de 20ste eeuw.